# Niantic wayfarer
Niantic Wayfarer est un site créé par Niantic, filiale Google, permettant d'ajouter et de valider des Wayspots via les jeux Pokémon Go et Ingress.
Ce site permet aux joueurs de collaborer avec Niantic en proposant de nouveaux emplacements, agrémentés d'une photo et d'une description. De plus, un programme permet aux entreprises d'ajouter des emplacements sponsorisés.

## Critères pour devenir Wayfarer
Pour devenir Wayfarer, il suffit d'être niveau 37 sur Pokémon Go ou niveau 10 sur Ingress. Si c'est le cas, il faut avoir un compte adulte et prouver que vous comprenez les critères d'acceptation grâce à un questionnaire.

## Critères de validité
Les Wayspots sont des lieux permettant l'exploration dans les différents jeux proposés par Niantic. Cependant, des règles permettent de proposer des Wayspots ayant une valeur ajoutée sur le plan culturel et/ou sportif.
Voici les différents critères :
- Endroits idéaux pour l'exploration : ce sont des lieux qui nous en apprennent plus sur l'histoire, la culture dans laquelle nous vivons[3]. Niantic entend par là des plaques historiques, des bibliothèques publiques, des musées et galeries, des panneaux...
- Endroits idéaux pour faire de l'exercice : ce sont des endroits qui permettent de faire du sport et nous permet d'être en meilleure santé comme des parcs, des sentiers de randonnée, des installations sportives dans l'espace public, des stades, des terrains de sport...
- Endroits idéaux pour fréquenter les gens : ce sont des lieux permettant de se rassembler entre amis, de se divertir. Nous pouvons citer comme exemples les pavillons, les parcs, les bibliothèques, les boites à livres, les stations de transports en commun célèbres...

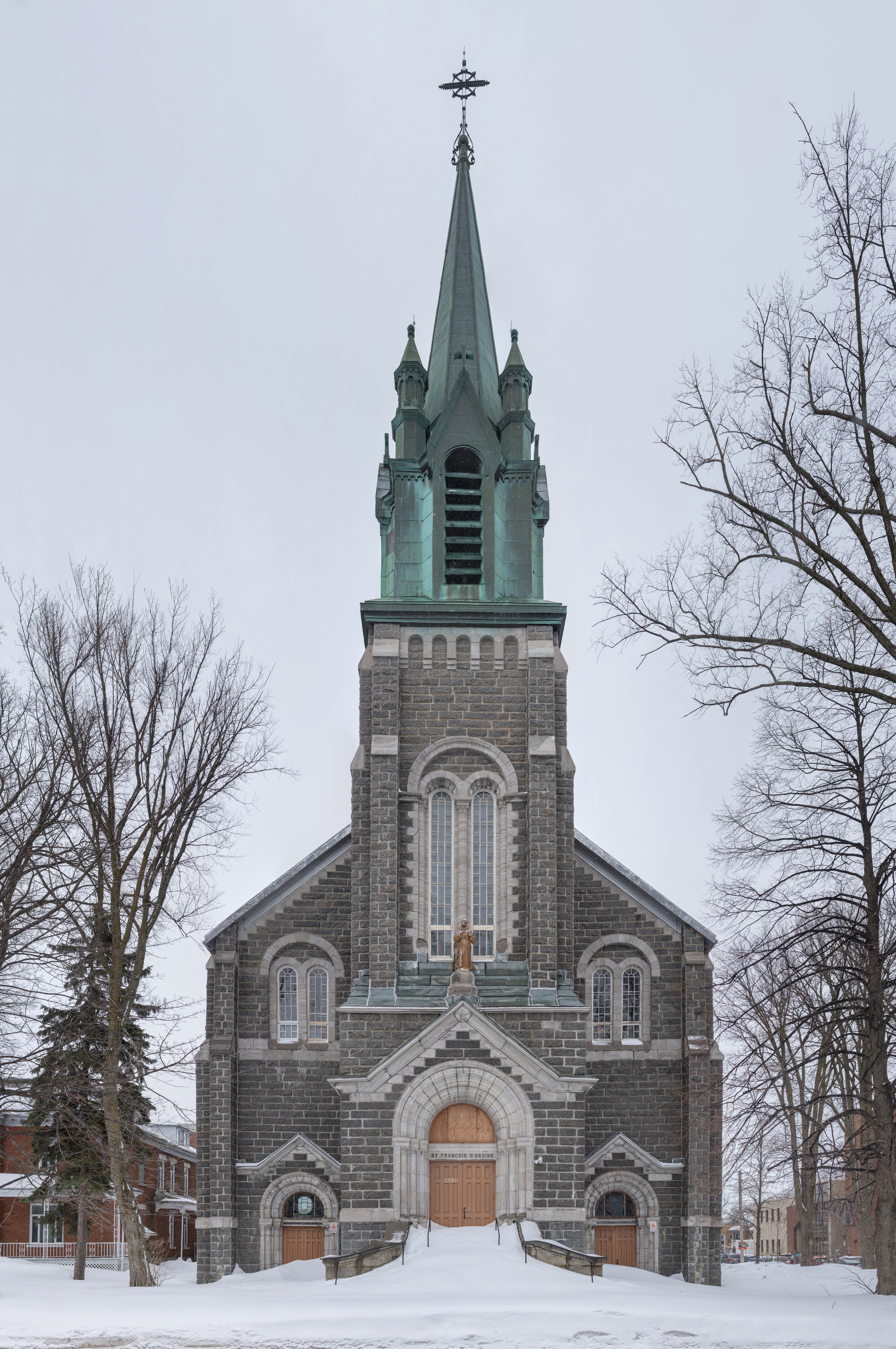
Église Saint-François d'Assise, Québec, reprenant les caractéristiques d'une bonne photo.

Voici quelques éléments déconseillés : des lieux sans accès pour les piétons, des propriétés privées, des endroits qui gênent les services d'urgence, des écoles ou des lieux pour les enfants et adolescents, des lieux pour adultes, des sites naturels protégés et des installations éphémères.

## Qualités des photos
Afin de réaliser de bonnes photos, il faut essayer de suivre au mieux ces conseils :
- La proposition doit être l'élément central de la photo ;
- La photo doit être de qualité (pas trop sombre, pas trop floue, sans reflets, sans rayons du soleil...) ;
- La photo doit être prise à proximité de la proposition (s'il y a des écritures, le mieux est de pouvoir les lire) mais laisser une petite bordure ;
- La photo doit être prise face à l'élément de la proposition ;
- La photo ne doit pas être prise de travers / penchée ;
- Des êtres vivants (hommes, femmes, animaux) ne peuvent pas être sur la photo (sauf si cet être vivant fait partie de la proposition comme sur un panneaux) ;
- La photo ne doit pas permettre de voir des éléments d'utilisateurs (filigranes, plaques d'immatriculation...).

## Validation des Wayspots

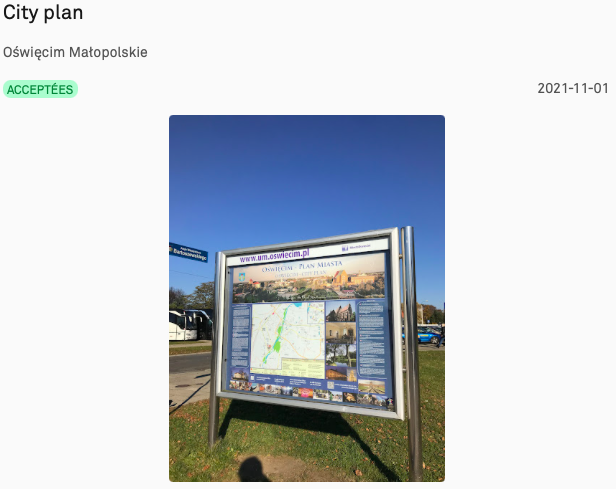
Wayspot accepté et placé dans certains jeux de Niantic, sous la catégorie de "Panneau", "Carte" et "Plan".

Tout d'abord, il est possible de proposer des wayspots à Niantic au travers des applications Pokémon Go et Ingress. Lors de cette proposition, il faut indiquer à quel endroit sur la carte se trouve le wayspot, prendre une photo de ce dernier et une photo des alentours, décrire ce lieu ainsi qu'expliquer en quoi ce lieu est intéressant pour le jeu.

### Étapes de validation
La proposition sera alors placée sur le site Niantic Wayfarer et diverses étapes seront nécessaires :
- En attente : Le wayspot a été proposé et la proposition est inscrite sur le site. Il est encore possible de modifier son titre, sa description et ses informations supplémentaires. Il est également possible de la retirer si vous voyez que ce wayspot existe déjà ou si vous avez fait une autre erreur.
- Retenue : Cet outil permet de mettre une proposition déjà réalisée en pause, pour qu'elle soit proposée aux votes plus tard.
- Retirées : Ce sont les propositions que vous avez retirées vous-même.
- Vote en attente : La proposition est soumise aux votes aux personnes de votre région. Dès ce moment, il n'est plus possible de modifier la proposition.
- Acceptées : La proposition a été soumise aux votes et a été acceptée par les personnes qui votent. Elle va bientôt apparaître dans certains jeux de Niantic (selon certaines conditions spécifiques à chaque jeu).
- Rejetées : La proposition a été refusée par les votants. Vous pouvez faire une réclamation (sans possibilité d'amélioration) ou la proposer à nouveau en l'améliorant si vous considérez qu'elle est valide.
- Doublons : La proposition existait déjà. Certaines données vont agrémenter la première proposition.

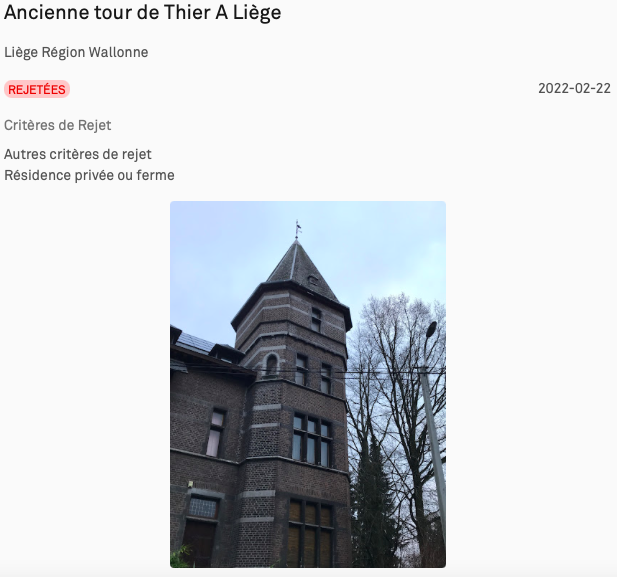
Wayspot refusé car il semble être situé sur une propriété privée.

### Améliorations
Ces étapes prennent du temps. Pour aller plus vite, il est possible d'aider Niantic et de voter afin d'avoir des améliorations. Lorsque vous en avez, voici les éléments disponibles sur Niantic :
- Prochaine amélioration : Il n'y a pas encore d'amélioration sur la proposition. Elle ne sera présente que si vous avez 100 accords avec les autres votants. Une amélioration ne peut pas être placée sur un Wayspot mis sous retenue.
- Améliorées : Il y a une amélioration sur votre proposition, ce qui signifie qu'elle est mise en avant dans les votes de votre région et que des personnes de régions un peu plus éloignées peuvent aussi voter pour celle-ci.

### Appels
Si une proposition a été refusée par les personnes ayant voté, il est toutefois possible de faire appel depuis le 8 décembre 2021. Niantic vérifiera si votre proposition est valide ou non (ce qui n'est pas le cas lors des votes) et décidera si votre proposition est valide ou non. Cependant, à la suite de bugs, les appels ont été temporairement désactivés entre le 15 février 2022 et le 30 mars 2022 et, dès cette date, les Wayfarer ont pu faire appel à une proposition tous les 30 jours uniquement.

## Exemples de Wayspots acceptés

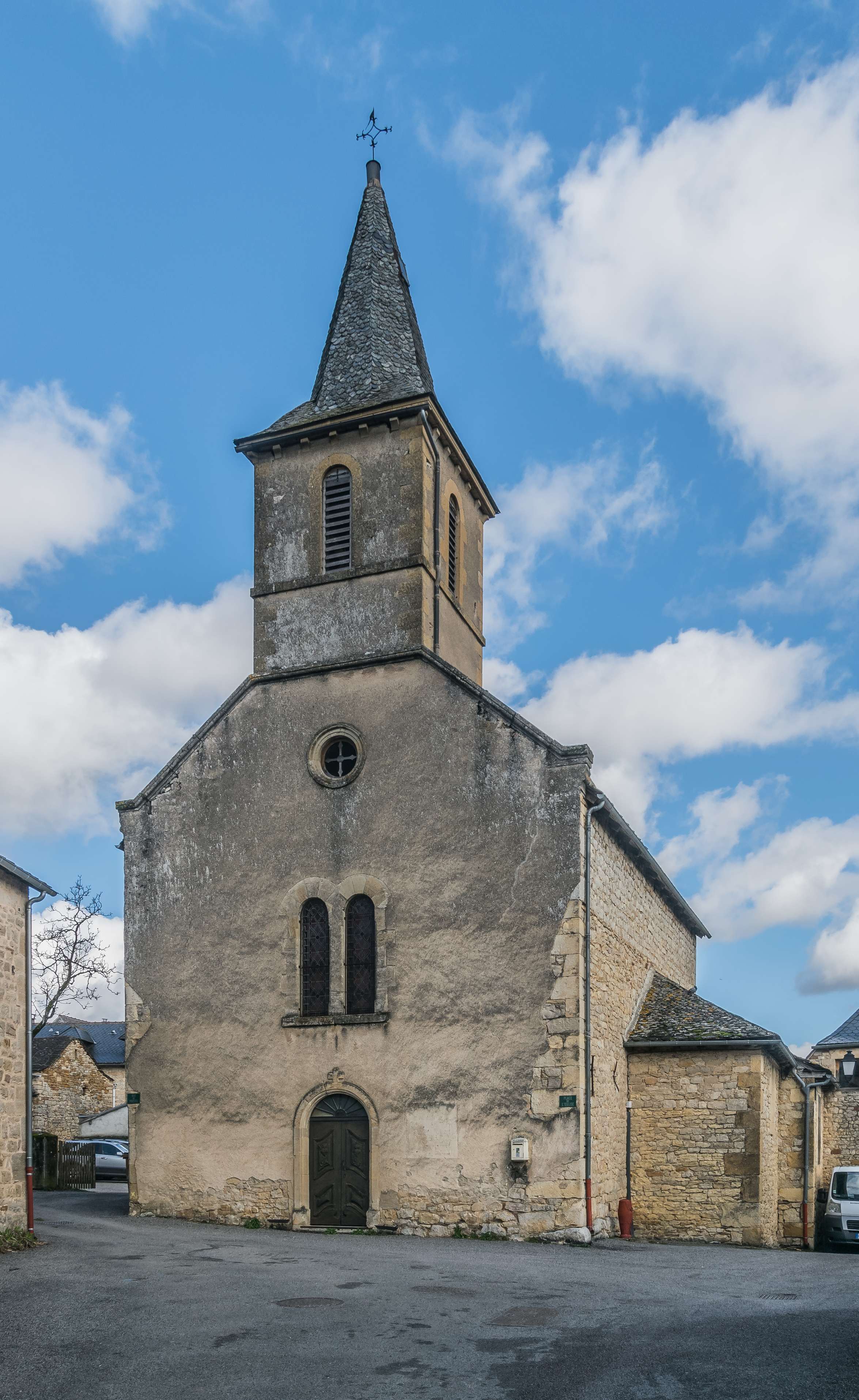
Églises et lieux de culte

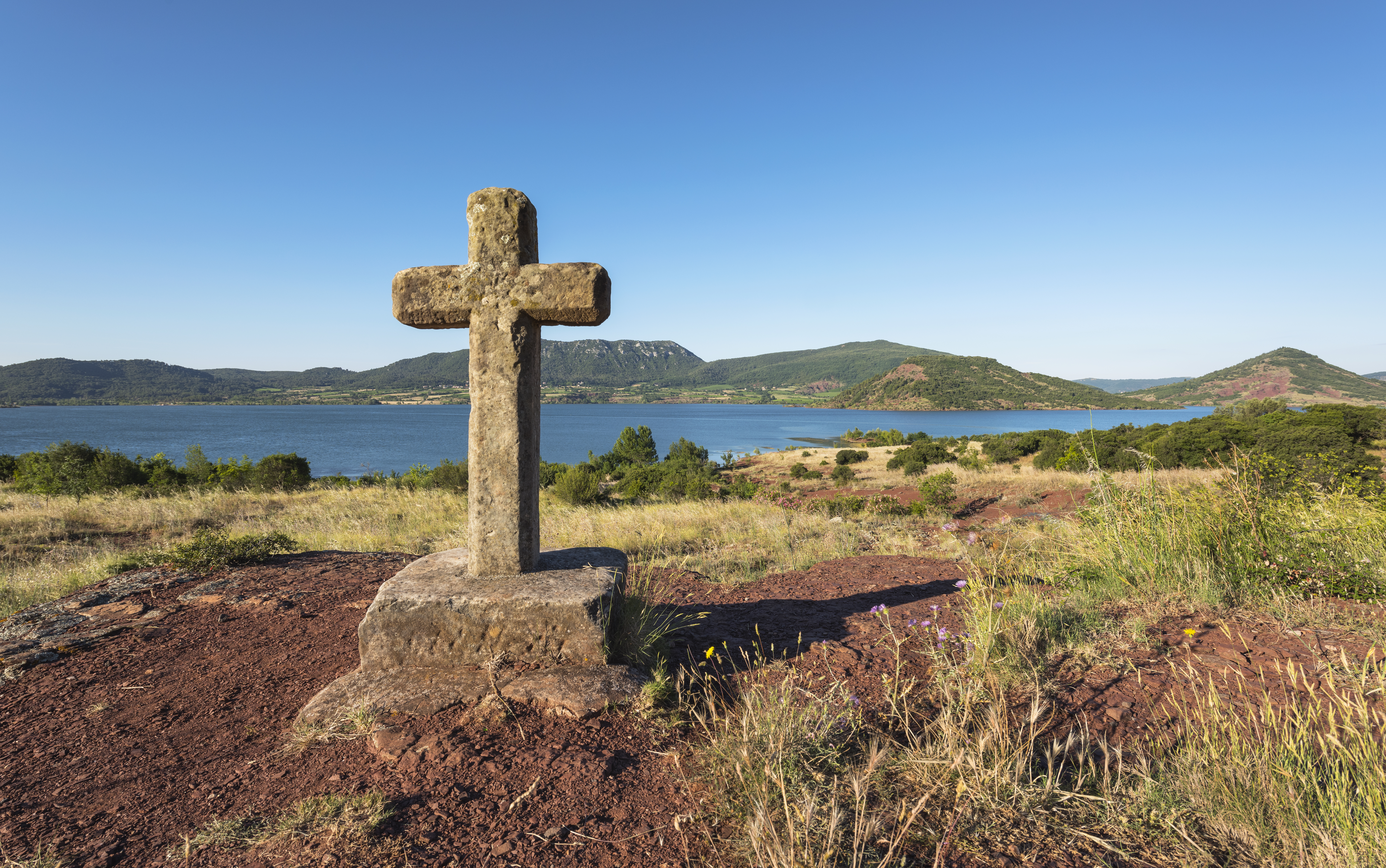
Croix.

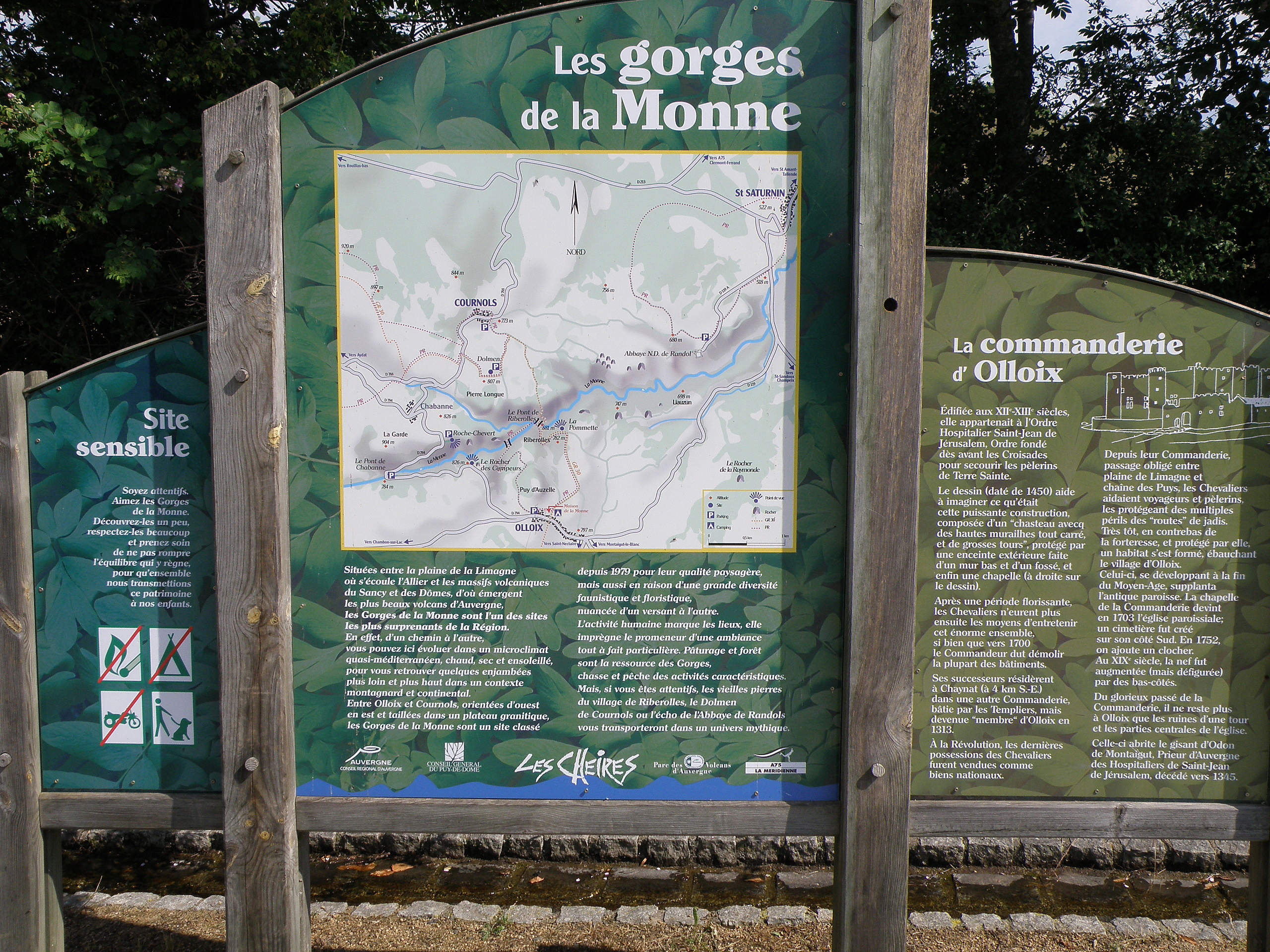
Panneaux et cartes.

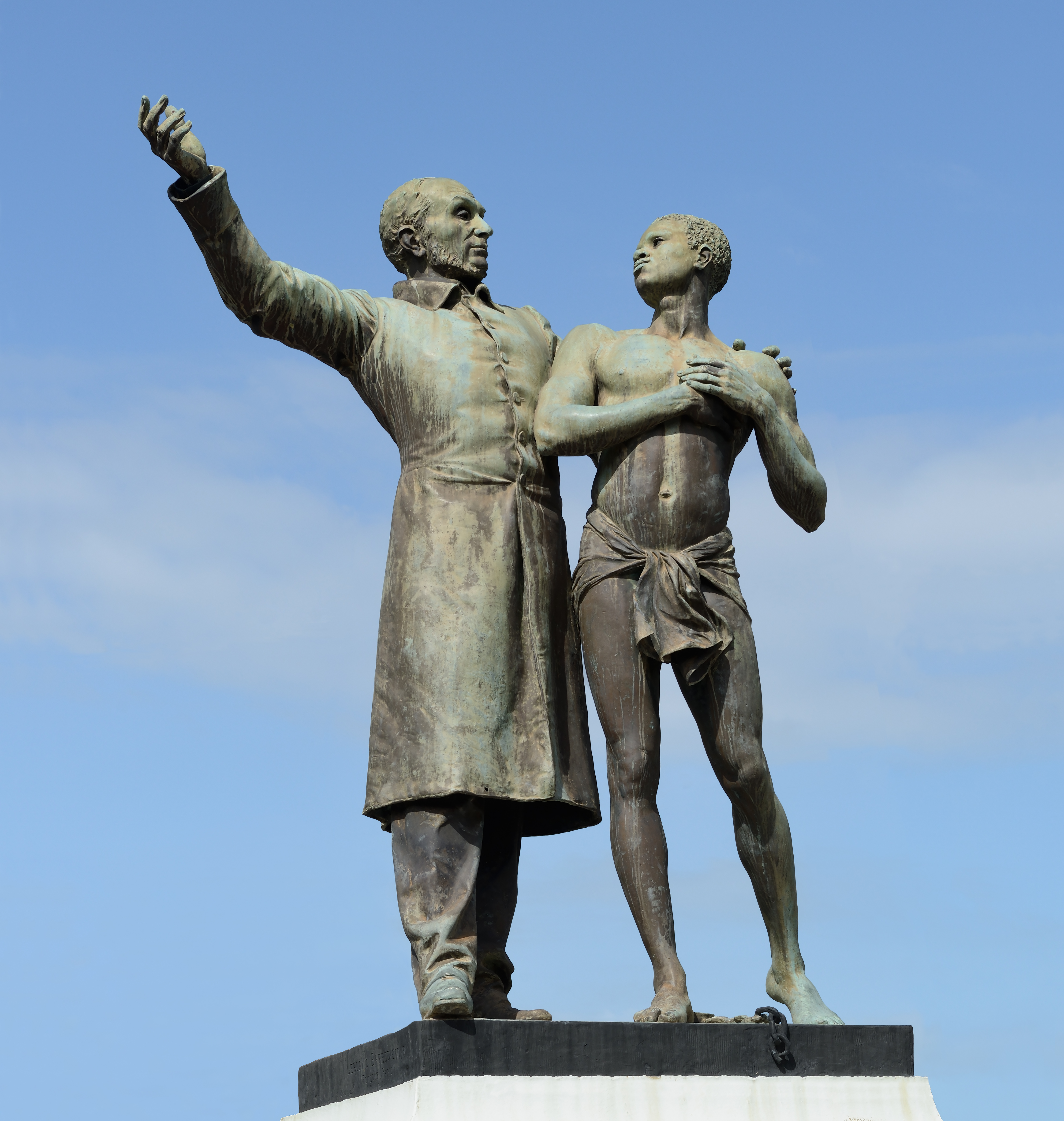
Statues.

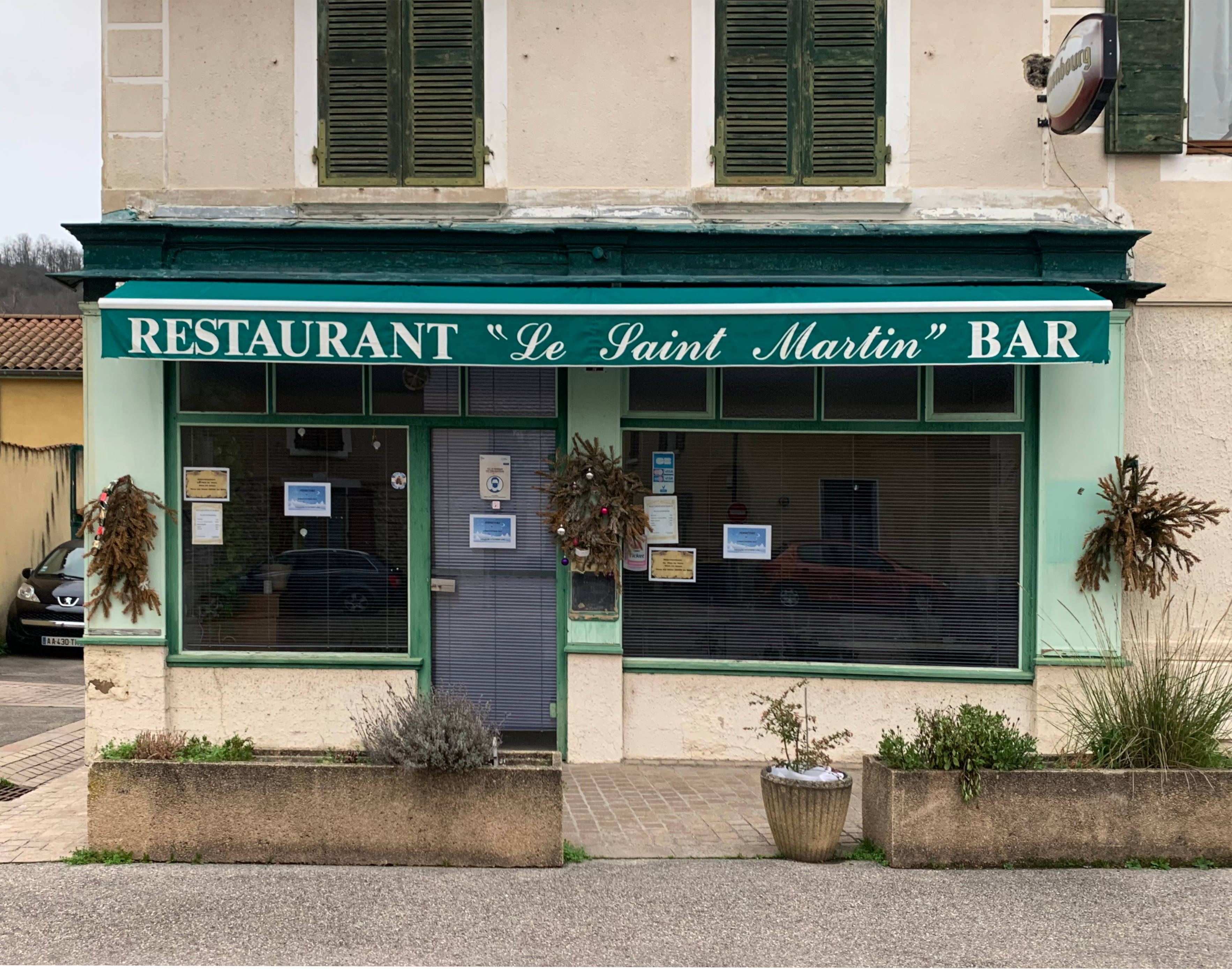
Restaurants et cafés populaires (autre que des chaines de restaurants).